# Corinnomma afghanicum
Corinnomma afghanicum là một loài nhện trong họ Corinnidae.
Loài này thuộc chi Corinnomma. Corinnomma afghanicum được Carl Friedrich Roewer miêu tả năm 1962.